# Стакан Холста
Стакан Холста — одна из первых схем электронно-оптического преобразователя, которая была предложена в 1928 году и реализована в 1934 году голландскими учёными Холстом и де Буром в исследовательском центре компании «Филлипс». Считается, что её успешное воплощение в образце работающего прибора открыло эпоху ночного видения.

## Конструкционная схема и принцип действия
Общую идею «стакана Холста» можно описать следующим образом: светочувствительная мишень (фотокатод) подвергается действию невидимого инфракрасного излучения. В результате с поверхности фотокатода высвобождаются фотоэлектроны, которые переносятся электрическим полем к экрану и, воздействуя на него, инициируют катодолюминесценцию, которая излучает фотоны видимого диапазона.

### Устройство стакана Холста
На одном торце стеклянного цилиндра создаётся кислородно-цезиевый серебряный фотокатод путём нанесения полупрозрачного светочувствительного покрытия из окиси серебра с цезием. К фотокатоду подключается один из электродов. На противоположной стороне торец покрывается слоем люминофора, на который наносится тонкий полупрозрачный слой металла, к которому также подводится контактный электрод. Этот элемент схемы становится экраном. Контакты от фотокатода и экрана выводятся из цилиндра наружу. Для беспрепятственного движения электронов внутри цилиндра поддерживается вакуум до величин порядка 10−3 ÷ 1,5 • 10−4 Па.

### Принцип работы
Если приложить к фотокатоду и экрану разницу напряжений порядка 10-15 кВ, то при попадании инфракрасного излучения на фотокатод его кванты провоцируют фотоэмиссию электронов (внешний фотоэффект) с поверхности фотокатода. Под влиянием электростатического поля фотоэлектроны двигаются к экрану и взаимодействуя с люминофором заставляют его светиться в видимой части спектра.
Этот процесс получил название двойного преобразования.

## Оценка и развитие конструкции
При использовании «стакана Холста» довольно трудно добиться высокого качества изображения без использования фокусировки электронов, которая в современных ЭОП реализована с помощью электронных линз. В разные годы совершенствованием процесса визуализации в приборах ночного видения занимался целый ряд известных учёных: В. К. Зворыкин, П. В. Тимофеев, М. М. Бутслов, М. фон Арденне и др.
Другой проблемой данной системы был довольно высокий уровень собственных шумов фотокатода, что заставляло его охлаждать до −40 °C. Тем не менее, «стакан Холста» послужил основой для создания целого ряда приборов ночного видения, которые широко использовались на фронтах Второй мировой войны.